# Autochloris solimoes
Autochloris solimoes là một loài bướm đêm thuộc phân họ Arctiinae, họ Erebidae.